# Pinkatalbanan
|  |  |  |

|  | Straight track |

|  | Station on track |

|  | Unknown BSicon "ABZgr" |

|  | Enter and exit short tunnel |

|  | Stop on track |

|  | Stop on track |

|  | Station on track |

|  | Stop on track |

|  | Station on track |

|  | Stop on track |

|  | Station on track |

|  | Stop on track |

|  | Station on track |

|  | Station on track |

|  |  |  |

|  |  |  |

|  | Station on track |

|  | Stop on track |

|  | Station on track |

|  | Station on track |

|  |  |  |

|  | Straight track |

|  | Station on track |

|  | Unknown BSicon "ABZgr" |

|  | Enter and exit short tunnel |

|  | Stop on track |

|  | Stop on track |

|  | Station on track |

|  | Stop on track |

|  | Station on track |

|  | Stop on track |

|  | Station on track |

|  | Stop on track |

|  | Station on track |

|  | Station on track |

|  |  |  |

|  |  |  |

|  | Station on track |

|  | Stop on track |

|  | Station on track |

|  | Station on track |

Pinkatalbanan är en 50 kilometer lång enkelspårig järnväg i de österrikiska förbundsländerna Steiermark och Burgenland. Den går längs floden Pinka från Friedberg där den ansluter till Wechselbanan till Rechnitz vid den österrikisk-ungerska gränsen. En förgrening går från Oberwart till Oberschützen, men den trafikeras enbart av museitåg på sommaren.
Pinkatalbanan består egentligen av två äldre banor vilket återspeglas i kilometermarkeringen. 1888 öppnades den ungerska järnvägen Szombathely – Altpinkafeld (Burgenland tillhörde kungariket Ungern fram till 1921).  Förgreningen mot Oberschützen byggdes 1903, främst för transport av brunkol från gruvan i Tauchental. Efter första världskriget kom Burgenland till Österrike och då byggdes järnvägen Friedberg – Altpinkafeld (invigd 1925) för att få en anslutning till det österrikiska järnvägsnätet via Wechselbanan resp Thermenbanan. 1953 stängdes gränsövergången mellan Österrike och Ungern vid Rechnitz och spåren på den ungerska sidan revs. 
När gruvan i Tauchental stängdes 1968 förlorade banan den viktigaste trafiken. Även persontrafiken minskade och på 1980-talet ställdes persontrafiken på sträckorna Rechnitz – Oberwart och Oberwart – Oberschützen in. Den senare sträckan förföll helt tills en förening övertog ansvaret 2003 och började reaktivera den som museijärnväg. 
Idag trafikeras sträckan Friedberg – Oberwart av regionaltåg och direkttåg till Wien. Sträckan Oberwart – Rechnitz övertogs 1989 av bolaget Südburgenländische Regionalbahn GmbH och trafikeras av godståg och museitåg. 